# Луис (митраљез)
Луисов митраљез (Луисов аутоматски митраљез или Луисова аутоматска пушка) је лаки митраљез из ере Првог светског рата. Дизајниран је у Америци, а усавршен и широко употребљиван од стране британског царства. У борби је по први пут коришћен за време Првог светског рата и од тада настављају да га користе многе оружане снаге све до краја корејског рата. Визуелно је лако препознатљив због широког цевастог хлађења и покрова који има око цеви- а који је често бивао изостављен у Првом светском рату када би се овај митраљез користио на авионима- и од горе монтираног шаржера у облику диска. Углавном се користио као део авионског наоружања током оба светска рата и то без покрова за хлађење цеви.